# 斎藤聖二
斎藤 聖二（さいとう せいじ、1954年 - ）は、日本の歴史学者。専門は日本近代軍事・外交史。茨城キリスト教大学教授。
東京都渋谷区生まれ。1978年上智大学文学部史学科卒業。藤村道生に師事。1983年上智大学大学院文学研究科博士後期課程単位取得退学。
1988年茨城キリスト教短期大学助教授、1998年より現職。

## 著書

### 単著
- 『日独青島戦争』（ゆまに書房,2001年）
- 『日清戦争の軍事戦略』（芙蓉書房出版,2003年）
- 『北清事変と日本軍』（芙蓉書房出版,2006年）

### 共編著
- （黒沢文貴・櫻井良樹）『国際環境のなかの近代日本』（芙蓉書房出版,2001年）

## 刊行史料
- （波多野勝・黒沢文貴・櫻井良樹）『海軍の外交官　竹下勇日記』（芙蓉書房出版、1998年）
- 参謀本部『秘大正三年日独戦史』全4巻・別巻1　ゆまに書房、2001年
- （宇都宮太郎関係資料研究会）『日本陸軍とアジア政策　陸軍大将宇都宮太郎日記ⅠⅡⅢ』（岩波書店,2007年）